# Holostixa manca
Holostixa manca är en fjärilsart som beskrevs av Swinhoe 1902. Holostixa manca ingår i släktet Holostixa och familjen mätare. Inga underarter finns listade i Catalogue of Life.